# Gastrocopta pellucida
Gastrocopta pellucida är en snäckart som först beskrevs av Ludwig Pfeiffer 1841.  Gastrocopta pellucida ingår i släktet Gastrocopta och familjen puppsnäckor. Inga underarter finns listade i Catalogue of Life.